# محمود عوض
محمود عوض (28 ديسمبر 1942 - 28 أغسطس 2009) كاتب وصحفي مصري، ولد في مدينة طلخا بالدقهلية.

## دراسته
كان محبا للقراءة منذ الصغر، وكادت تتسبب في رسوبه في دراسته، لولا قطعه عهداً لأبيه بأن يصير تلميذا متفوقا، تلقى برهانه خطابا أرسله كمال الدين حسين، وزير التعليم آنذاك، لوالده يضم شيكا بمبلغ 25 جنيها لابنه المتفوق، سلمه الوالد لـ«محمود» ورحل بعدها بيومين مطمئنا على مصير ابنه.
التحق بكلية الحقوق حتى أقرنها بممارسة هوايته المفضلة للأدب، فالتحق بكتيبة «أخبار اليوم»، وأبلى بلاءً حسناً في الدراسة والصحافة، تخرج عام 1964.

## مسيرته المهنية
بعد تخرجه واجه أول اختبار عملى له عندما رفض العمل بالنيابة العامة مفضلا الاشتغال بالصحافة، وبعد 8 أعوام أصبح نائبا لرئيس تحرير الأخبار، وهو لم يكمل عامه الثلاثين بعد.
اختاره له إحسان عبد القدوس لقب عندليب الصحافة المصرية مراهنا عليه بأن يكون واحداً من أبرز كتاب الستينيات وظهر ذلك عندما تأخر أنيس منصور عن إرسال مقاله اليومى، الذي ينشر في الصفحة الأخيرة من «أخبار اليوم»، وقرر عبد القدوس - وهو رئيس تحرير آنذاك - تكليف محمود عوض بكتابة الصفحة الأخيرة وحده، كان عقابا لـ«منصور»، الذي تسبب تأخره المتكرر في عدم إرسال الجريدة للمطبعة في الوقت المحدد، وثقة من عبد القدوس في الشاب الواعد، فكتب مقالا رائعا عن أم كلثوم أثار حفيظة وغيظ الكثيرين من أقرانه، فصار أنيس منصور يرسل مقاله قبل موعده بـ 3 أيام، وأوكل إليه إحسان كتابة صفحة أسبوعية في «أخبار اليوم» بعنوان «شخصيات»، يحاور فيها رموز الفكر والثقافة والسياسة والدين والفن في مصر، بطريقته الخاصة وبشكل لم يعهدوه من قبل. وبالإضافة إلى ذلك، أصبح عوض الصحفى العربي الوحيد، الذي شهد إصدار قرار الأمم المتحدة الشهير 242 عام 1967، ثم حلوله ضيفا ثورة «محمد أوفقير» ضد الملك الحسن الثاني.
و عن هذه التجربة يحكى محمود عوض في كتابه (شخصيات): «كان إحسان كبيرا في ثقته فنانا في أفكاره رقيقا في لهجته إنه لا يطلب ولكن يقترح لا يفرض ولكن يثير الحماس لا يقرر ولكن يوحى، هذا رجل فنان يريد منك أن تسمو وتكتشف!»
خلال مشواره الصحفي، اقترب عوض من نجوم الفن والسينما، ورموز الأدب والفكر العربي من أمثال طه حسين، وتوفيق الحكيم، والشيخ أحمد حسن الباقورى، وكذلك كون علاقات مع الفنانين العالميين مثل أنتونى كوين، مما أثار حوله الكثير من التساؤلات. وكان يتكالب النجوم عليه ليكتب عنهم، حتى تجاوزت مؤلفاته الـ15 كتاباً. وعلى الرغم من شعبيته من بين المشاهير، إلا أن أم كلثوم طلبت من مصطفى أمين أن يؤلف كتابا عنها. فأعتذر أمين ورشح عوض بتولي المهمة، والتي بالرغم من عدم تفاؤل كوكب الشرق بالعمل معه في البداية، أبدت إعجابها به بعد قرأت كتابه «أم كلثوم التي لا يعرفها أحد».
بعد منعه من الكتابة في مصر بدأ عوض يكتب لبعض الصحف العربية المعروفة مثل «الحياة» اللندنية و«القبس» الكويتية و«الرياض» السعودية، حتى ترأس تحرير جريدة «الأحرار» الحزبية عام 1986، ونجح في رفع أرقام توزيعها من 3 آلاف نسخة إلى 160 ألفاً خلال 3 أشهر هي عمر هذه التجربة، التي سرعان ما وئدت، إذ لم يحتمل الحزب استقلال عوض عن الحسابات السياسية، ليقرر بعدها أن يفرض عزلة ذاتية على نفسه، بعد أن تمكن منه المرض.
انضم إلى مجلس نقابة الصحفيين مقدما أنشطة وجوائز لتحفيز الصحفيين الشبان مكونا اللبنة الأولى لهذا الصرح النقابى، رغم استمرار منعه من الكتابة وإصدار إبراهيم سعدة قرارا استثنائيا بإحالته إلى المعاش فور وصوله سن الستين، إذ كانت القاعدة آنذاك مد الخدمة حتى سن 65 عاماً. ورغم هذه الحياة الحافلة، رفض عوض الانضمام إلى أي تيار أو حزب سياسي، لعل آخر هذه المحاولات دعوة الدكتور عزيز صدقى، رئيس الوزراء الأسبق، بأن ينضم عوض للجبهة الوطنية، ورد على إلحاح صدقى قائلا: «أنتم ناس تودون حكم مصر.. أما أنا فلا أود حتى أن أحكم شارعنا».

## كتاباته
كتابته عن أم كلثوم، حكاية رواها هو بنفسه فيما بعد، قال إنه حاول في البداية أن يجرى معها حواراً عبر التليفون، وبعد عدة مكالمات ظفر أخيراً بالحوار المنشود، وقبل أن ينشره سأله إحسان عبد القدوس، رئيس تحرير «أخبار اليوم» في ذلك الوقت: «هل أطلعت أم كلثوم على الحوار قبل نشره؟»، فردّ على الفور: «منذ متى نسمح لأحد بالتدخل في عملنا؟»، غير أن إحسان عاجله بسرعة: «إنها ليست أي أحد، إنها أم كلثوم».
وافق عوض على عرض الحوار على أم كلثوم، وعندما زارها في منزلها أبدت اعتراضاً على جملة يفتتح بها مقدمة حواره معها، فغضب وسألها: «من منا يفهم في الغناء أكثر.. أنا أم أنت؟»، ردت أم كلثوم: «أنا طبعاً»، فقال بسرعة: «إذن فالكتابة هي عملى، وأنا أفهمه جيداً، ولن أغير المقدمة». تجاوزت أم كلثوم الموقف، ونشر الحوار بالطريقة التي كتبه بها عوض، ولم يكد الحوار ينشر حتى فاجأته أم كلثوم باتصال هاتفى تخبره فيه أن سعيد فريحة صاحب دار الصياد معجب بالحوار، ويطلب نشره في إحدى مطبوعاته، غير أنها أبلغته أن صاحب الحق الوحيد في الموافقة هو محمود عوض، لأنه صاحب الحوار، وليست هي.
فهم عوض بالطبع الغرض من المكالمة، وهو أن أم كلثوم تسترضيه، وتحاول أن تعتذر عن موقفها الأول، وحتى عندما منح كتابه عنها عنوان «أم كلثوم التي لا يعرفها أحد»، وبلغه غضب بعض أقاربها من العنوان، جاء رضاها هي، كنوع من إعلان الاعتراف بكاتب متميز، حتى إن اختلف معه الآخرون.
كتابته عن المشاهير من الموسيقيين، الف عوض كتاب «عبد الوهاب الذي لا يعرفه أحد» الذي كاد أن يتسبب في فقدان لصداقته مع الموسيقار الراحل محمد عبد الوهاب، ولكن لما طلب «عبد الحليم حافظ» أن يكتب عنه في حياته، رفض بأدب، والحال نفسها تكررت مع فريد الأطرش، ليعلن للجميع أنه كاتب سياسي، وسوف يتفرغ لهذا المضمار، محتفظا بصداقة واحترام كل من عرفوه ولمسوا الصدق في أقواله وتصرفاته.

## وفاته
توفي محمود 28 أغسطس عام 2009 عن عمر ناهز السبعين عاما بعد صراع مع المرض، حيث وُجد ميتا في بيته بالصدفة عندما تأخر عن موعده مع الطبيب في مثل هذا اليوم.

## مؤلفاته
ألف عوض العديد من الكتب من بينها التالي:
- أفكار ضد الرصاص، دار المعارف، القاهرة، 1972.
- ممنوع من التداول، دار الشروق، القاهرة، 1972.
- ممنوع من التداول - 2. أفكار إسرائيلية، الإذاعة والتليفزيون، القاهرة، 1973.
- سري جدا، المكتب المصري الحديث، القاهرة، 1974.
- متمردون لوجه الله، دار الشروق، القاهرة، 1986.
- وعليكم السلام، دار المستقبل العربى، القاهرة، 1986.
- أم كلثوم التي لا يعرفها أحد، جريدة أخبار اليوم، القاهرة، 1987.
- محمد عبد الوهاب الذي لا يعرفه أحد، دار المعارف، القاهرة،1991.
- بالعربي الجريح، دار المعارف، القاهرة، 2006.
- من وجع القلب، دار المعارف، القاهرة، 2007.
- شخصيات، دار المعارف، القاهرة، 2009.
- اليوم السابع: الحرب المستحيلة... حرب الاستنزاف، دار المعارف، القاهرة، 2010.

## وصلات خارجية
- وفاة الكاتب المصري محمد عوض عن الجزيرة بتاريخ 30.8.2009
- وفاة الصحفي المصري محمود عوض عن البي بي سي بتاريخ 30.8.2009.